# Marco Beukenkamp
Marco Beukenkamp (Haarlem, 15 maart 1963) is een voormalige Nederlandse atleet, die gespecialiseerd was in 400 m horden. Zijn belangrijkste successen behaalde hij in de jaren tachtig en negentig van de vorige eeuw. Met een persoonlijk record van 50,40 s stond hij tot eind jaren negentig op de vierde plaats bij de beste Nederlanders aller tijden. Op dit moment staat hij nog steeds bij de beste tien op deze ranglijst (peildatum september 2011). In totaal behaalde hij op Nederlandse kampioenschappen zeventien podiumplaatsen, waarvan vijf titels bij de senioren.

## Biografie
Als zevenjarige jongen begon Beukenkamp met atletiek bij AV Tempo in Bussum. In 1982 stapte hij vanwege zijn studie over naar AV Trias in Heiloo. Hier werd hij voor het eerst Nederlands jeugdkampioen. Hij behaalde goud op zowel de tienkamp als op de 400 m horden. Na zijn studie in 1984 keerde hij terug naar Het Gooi en werd lid van de Gooise Atletiek Club. Een jaar later veroverde hij zijn eerste seniorentitel op de 400 m horden. Ook in 1986 en 1987 was hij de sterkste.
Omdat er weinig progressie meer in zijn tijden zat, besloot Marco Beukenkamp in 1988 zich te richten op de 110 m horden en de tienkamp. Hij was weliswaar minder succesvol op deze onderdelen dan op de 400 m horden, maar zijn trainingsarbeid betaalde zich uit in meer snelheid. Dit resulteerde in 1993 in een tijd van 50,40 op de 400 m horden tijdens de Nederlandse kampioenschappen. Deze prestatie was goed voor een vierde plaats op de Nederlandse ranglijst aller tijden.
De vijfvoudig kampioen 400 m horden heeft in zijn carrière aan talloze interlands meegedaan en hij kwam jarenlang uit in de Nederlandse ploeg voor de Europa Cup.

## Nederlandse kampioenschappen
Outdoor
| Onderdeel    | Jaar                         |
| ------------ | ---------------------------- |
| 400 m horden | 1985, 1986, 1987, 1993, 1994 |

## Persoonlijke records
Outdoor
| Onderdeel    | Prestatie | Datum        | Plaats    |
| ------------ | --------- | ------------ | --------- |
| 110 m horden | 14,41 s   | 7 juni 1991  | Utrecht   |
| 200 m horden | 23,49 s   | 1992         | Hilversum |
| 400 m horden | 50,40 s   | 24 juli 1993 | Amsterdam |
| tienkamp     | 7149 p    | 16 juni 1985 | Zwolle    |

Indoor
| Onderdeel | Prestatie | Datum | Plaats |
| --------- | --------- | ----- | ------ |
| zevenkamp |           |       |        |

## Interlandwedstrijden

### 400 m horden
| Jaar | Plaats     | Interland              | Uitslag | Prestatie |
| ---- | ---------- | ---------------------- | ------- | --------- |
| 1982 | Zürich     | Oostenrijk - Nederland |         | 53,17 s   |
| 19   | Willebroek | België - Nederland     |         |           |
| 1987 |            | Noorwegen - Nederland  |         |           |

### tienkamp
| Jaar | Plaats     | Interland              | Uitslag | Prestatie |
| ---- | ---------- | ---------------------- | ------- | --------- |
| 1982 | Helmond    | Nederland -            |         |           |
| 19   | Kopenhagen | Denemarken - Nederland |         |           |

## Europa Cup

### 400 m horden
| Jaar | Plaats    | Uitslag | Prestatie         |
| ---- | --------- | ------- | ----------------- |
| 1983 | Dublin    |         | 53,56 s (met val) |
| 19   | Athene    |         |                   |
| 1993 | Dublin    |         |                   |
| 19   | Rotterdam |         |                   |

## Palmares

### 60 m horden
- 1992: 4e NK indoor - 8,10 s

### 110 m horden
- 1986: 8e NK - 15,29 s
- 1991:  NK - 14,44 s

### 400 m horden
- 1983:  NK - 52,31 s
- 1984:  NK - 52,94 s
- 1985:  NK - 51,73 s
- 1986:  NK - 51,16 s
- 1987:  NK - 51,76 s
- 1993:  NK - 50,40 s
- 1994:  NK - 50,51 s

### zevenkamp
- 1986:  NK indoor
- 1987:  NK indoor
- 1988:  NK indoor